# Жандарм (вершина)

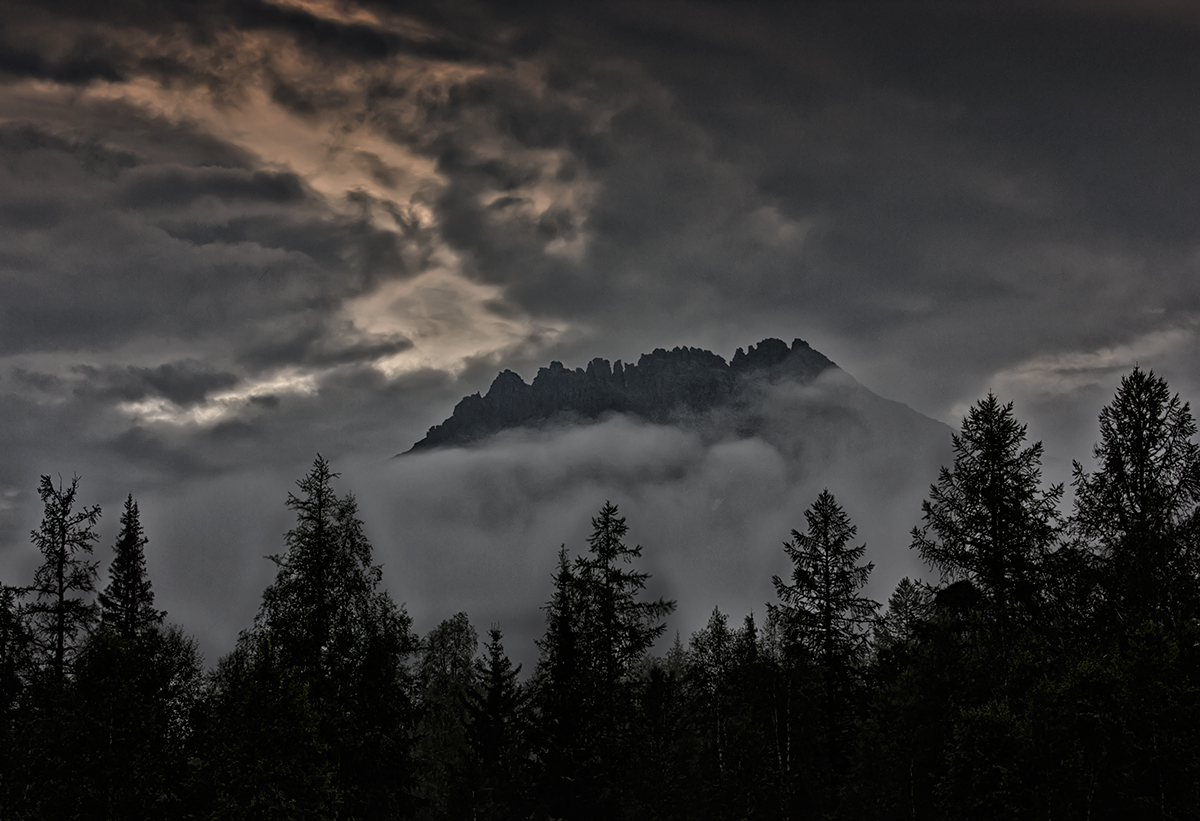
Цепочка жандармов вдоль гребня Манараги (Приполярный Урал, 2013)

«Жандарм» — сленговое название остроугольных скальных вершин с крутыми склонами высотой до нескольких десятков метров, которые располагаются на гребнях горных хребтов в окрестностях основной вершины. Присутствие жандармов может значительно осложнять альпинистские восхождения и затруднять передвижение вдоль гребня.